# Разрывная машина
Разрывная машина — испытательная машина, предназначенная для проведения статических испытаний и определения физических свойств материалов на осевое растяжение, сжатие, изгиб в рамках технических возможностей машины.
Основными частями машины являются нагружающее устройство (гидравлическое, механическое) и измерительные приборы. Последние регистрируют изменения усилия и деформацию. Для испытания материалов при температурах, отличных от нормальной применяются печи и криокамеры.
Машины испытательные относятся к приборам и средствам измерения высокой точности и в соответствии с правилами, действующими на территории Российской Федерации, обязаны проходить поверку не реже 1 (одного) раза в год на подтверждение тех. характеристик испытательной машины у представителя федерального агентства по техническому регулированию и метрологии.